# Krbava (stolica tytularna)
Krbava (łac. Corbaviensis, wł. Corbavia) – stolica historycznej diecezji w Dalmacji erygowanej w roku 1185, a włączonej w roku 1460 w skład diecezji Modruš.
Współczesne miasto Krbava w Chorwacji. Obecnie katolickie biskupstwo tytularne ustanowione w 2000 przez papieża Jana Pawła II. 

## Biskupi tytularni
| Lp. | Biskup        | Funkcja             | Od            | Do |
| --- | ------------- | ------------------- | ------------- | -- |
| 1   | Ivan Jurkovič | nuncjusz apostolski | 28 lipca 2001 |    |